# Comostolopsis viridellaria
Comostolopsis viridellaria är en fjärilsart som beskrevs av Paul Mabille 1897. Comostolopsis viridellaria ingår i släktet Comostolopsis och familjen mätare. Inga underarter finns listade i Catalogue of Life.